# Erich Schröder (Mediziner)
Erich Schröder (* 2. Mai 1893 in Oberhausen; † 13. November 1968 in Bad Godesberg) war ein deutscher Mediziner und Hochschullehrer.

## Leben und Wirken
Nach dem Schulbesuch studierte Schröder Medizin in Tübingen und Göttingen. Während seines Studiums in Göttingen wurde er Mitglied der im Tübinger und Göttinger Wingolf. Am Ersten Weltkrieg nahm er als Feldhilfsarzt teil. 1919 erhielt er seine Approbation und wurde zum Dr. med. promoviert. Zunächst Stadt- und Fürsorgearzt in Essen war er ab 1924 Stadtmedizinalrat in Oberhausen. 1935 wurde er Redakteur der Zeitschrift Der Öffentliche Gesundheitsdienst, dem offiziellen Organ der NS-Gesundheitsverwaltung. 1938 habilitierte er sich und wurde Dozent der Medizinischen Akademie in Düsseldorf. 1942 wurde Schröder, der seit 1940 der NSDAP angehörte, Leitender Stadtmedizinaldirektor der Stadt Berlin. Zudem war er ab 1943 Dozent an der Universität Berlin.
Nach Kriegsende war er ab 1945 Chefarzt am Elisabeth-Diakonissen Krankenhaus sowie Amtsarzt in Berlin-Tiergarten. Seit 1948 war er Professor für Sozialhygiene und Mikrobiologie an der Universität Göttingen und 1953 wurde er zum Ordinarius für Sozialhygiene und öffentliches Gesundheitswesen an der Freien Universität Berlin. Des Weiteren wurde er zum Senatsdirektor für das Gesundheitswesen Berlin-West ernannt. Er übernahm also die Funktion, die er bereits von 1942 bis 1945 bekleidet hatte und ersetzte Paul Piechowski, einen religiösen Sozialisten, ehemaligen Pastor und Arzt.
Erich Schröder war ab 1935 Schriftleiter der Zeitschrift Der öffentliche Gesundheitsdienst, heute Das Gesundheitswesen, und dann erneut ab 1949 gemeinsam mit Josef Daniels und Wilhelm Hagen.
Er trat 1959 in den Ruhestand.
Zudem war er ab 1956 Präsident des Deutschen Zentralkomitees zur Bekämpfung der Tuberkulose und wurde 1961 Ehrenmitglied der Deutschen Tuberkulosegesellschaft. Er war Mitglied des Bundesgesundheitsrates und wurde 1960 mit dem Großen Bundesverdienstkreuz geehrt.

## Schriften
- Über die Möglichkeit von den Luftwegen aus die Bronchialdrüsen tuberkulös zu inficieren, ohne gleichzeitig in der Lunge tuberkulöse Veränderungen hervorzurufen, 1919. (Dissertation)